# مجزرة النبطية 1994
مجزرة النبطية 1994 حدثت مجزرة النبطية في 21 مارس 1994 والذي يصادف يوم عيد الأم، عندما شنت إسرائيل هجومًا على مدينة النبطية جنوب لبنان، استهدفت فيه باص مدرسة حافل بالاطفال بواسطة مدفعية عسكرية في موقع الدبشة أسفر عن مقتل الطفل "قاسم وهبي" والطفلة "زينب سلمان" واصابة عشرة آخرون. حدثت هذه المجزرة بعد ثلاث ايام من مجزرة الحرم الأبراهيمي في فلسطين.